# Chironomus sieberti
Chironomus sieberti är en tvåvingeart som beskrevs av Jean-Jacques Kieffer 1921. Chironomus sieberti ingår i släktet Chironomus och familjen fjädermyggor.
Artens utbredningsområde är Lettland. Inga underarter finns listade i Catalogue of Life.